# Krajowa Izba Doradców Podatkowych
Krajowa Izba Doradców Podatkowych (KIDP) jest obowiązkowym samorządem zawodowym doradców podatkowych powołanym 1 stycznia 1997 r. ustawą o doradztwie podatkowym z dnia 5 lipca 1996 r. (Dz.U. z 2021 r. poz. 2117). Samorząd ten jest niezależny w wykonywaniu zadań – podlega tylko ustawom. Członkami Izby są wyłącznie doradcy podatkowi. Każdy doradca podatkowy wpisany na listę doradców podatkowych z mocy prawa staje się członkiem Krajowej Izby Doradców Podatkowych, natomiast w momencie skreślenia z listy przestaje być jej członkiem. Izba, podobnie jak inne samorządy zawodów zaufania publicznego, posiada osobowość prawną. Jej siedzibą jest Warszawa. Izba może prowadzić działalność wydawniczą, oświatową, szkoleniową, nie może prowadzić innej działalności gospodarczej. Krajowa Izba Doradców Podatkowych posiada swój statut.

## Zadania Izby
Do zadań statutowych Izby należą w szczególności:
- reprezentowanie członków Izby, a także udział w postępowaniu sądowym przez upoważnionego przedstawiciela społecznego,
- ochrona interesów zawodowych oraz integracja środowiska doradców podatkowych,
- udzielanie w szczególnie uzasadnionych przypadkach pomocy członkom Izby,
- sprawowanie nadzoru nad należytym wykonywaniem zawodu przez członków Izby i przestrzeganiem przez nich zasad etyki zawodowej,
- doskonalenie zawodowe członków Izby,
- współdziałanie z samorządami zawodowymi innych wolnych zawodów,
- przedstawianie wniosków właściwym organom w zakresie stanowienia i stosowania prawa podatkowego,
- utrzymywanie kontaktów z instytucjami międzynarodowymi i organizacjami zagranicznymi związanymi z doradztwem podatkowym,
- kształtowanie wizerunku doradcy podatkowego jako osoby wykonującej zawód zaufania publicznego,
- podejmowanie działań mających na celu kształtowanie wizerunku Izby,
- podejmowanie działań mających na celu zastosowanie technik informatycznych i środków komunikacji elektronicznej w doradztwie podatkowym.

## Organy Krajowej Izby Doradców Podatkowych
Organami Izby są:
- Krajowy Zjazd Doradców Podatkowych (organ stanowiący)
- Krajowa Rada Doradców Podatkowych / KRDP (organ wykonawczy)
- Krajowa Komisja Rewizyjna (organ kontroli finansowej)
- Sąd Dyscyplinarny (orzekający organ dyscyplinarny I instancji)
- Wyższy Sąd Dyscyplinarny (orzekający organ dyscyplinarny II instancji)
- Rzecznik Dyscyplinarny (dochodzeniowy i oskarżycielski organ dyscyplinarny).

Na terenie każdego z 16 województw działają ponadto regionalne oddziały Krajowej Izby Doradców Podatkowych. Są to jednostki organizacyjne nie posiadające osobowości prawnej.
Ciałami funkcyjnymi (pseudoorganami) Regionalnego Oddziału Izby są:
- walne zgromadzenie w regionalnym oddziale Izby (pseudoorgan elekcyjny)
- zgromadzenie regionalnego oddziału Izby (pseudoorgan stanowiący)
- zarząd regionalnego oddziału Izby (pseudoorgan wykonawczy).

Poza tym przy regionalnych oddziałach Izby działają oddziały zamiejscowe Sądu Dyscyplinarnego.

### Krajowy Zjazd Doradców Podatkowych
Krajowy Zjazd Doradców Podatkowych jest najwyższym organem Izby i reprezentacją wszystkich doradców. Odbywa się raz na 4 lata (Krajowa Rada jest uprawniona do zwołania w terminie wcześniejszym zjazdu nadzwyczajnego). Biorą w nim udział delegaci wyłonieni przez walne zgromadzenia regionalnych oddziałów Izby. Do kompetencji Zjazdu należy wybór pozostałych organów Izby, z wyjątkiem sędziów sądu dyscyplinarnego. Pozostałe kompetencje można podzielić na uchwałodawcze (uchwalenie statutu, programu, zasad etyki, zasad gospodarki finansowej, ustalenie wysokości składki członkowskiej) i kontrolne (rozpatrywanie i zatwierdzanie sprawozdań innych organów oraz udzielanie absolutorium). Uchwały Zjazdu zapadają zwykłą większością głosów w obecności wymaganego quorum.
Do tej pory odbyły się 2 Krajowe Zjazdy Doradców Podatkowych i 2 Nadzwyczajne Krajowe Zjazdy Doradców Podatkowych.
- I Krajowy Zjazd Doradców Podatkowych odbył się w dniach 26–27 stycznia 2002 r.
- II Krajowy Zjazd Doradców Podatkowych odbył się w dniach 20–22 stycznia 2006 r.
- I Nadzwyczajny Krajowy Zjazd Doradców Podatkowych odbył się w dniach 3–4 marca 2007 r.
- II Nadzwyczajny Krajowy Zjazd Doradców Podatkowych odbył się w dniach 2–3 kwietnia 2007 r.
- III Krajowy Zjazd Doradców Podatkowych odbył się w dniach 15–17 stycznia 2010 r.

### Krajowa Rada Doradców Podatkowych
Krajowa Rada Doradców Podatkowych to organ kierujący bieżącymi sprawami samorządu w okresie między kolejnymi Zjazdami Doradców. Do zadań Rady należą reprezentacja doradców podatkowych w stosunkach zewnętrznych (wobec organów władzy i administracji państwowej oraz innych podmiotów krajowych i międzynarodowych) i wewnętrznych. Ważnym elementem zewnętrznej reprezentacji jest opiniowanie projektów ustaw i rozporządzeń dotyczących prawa podatkowego. Najważniejszą kompetencją wewnętrzną jest zaś podejmowanie uchwał w sprawie wpisu na listę doradców podatkowych i skreślania z niej. Do kompetencji Rady wchodzą także: zwoływanie Zjazdu i zapewnienie wykonywania jego uchwał. Uchwały Krajowe Rady zapadają zwykłą większością głosów (przy równej ilości głosów decyduje głos przewodniczącego), w obecności co najmniej połowy jej członków. Sposób składania oświadczeń woli przez Krajową Radę Doradców Podatkowych określa statut Krajowej Izby Doradców Podatkowych. W skład Rady wchodzi przewodniczący oraz członkowie. Przewodniczący kieruje pracami Rady oraz zapewnia wykonanie jej uchwał. Kadencja rady trwa 4 lata.

### Krajowa Komisja Rewizyjna
Do zadań Krajowej Komisji Rewizyjnej należy kontrola działalności finansowej i majątkowej innych organów Izby. Tryb działania Komisji określa statut. Komisja przedstawia Krajowemu Zjazdowi Doradców Podatkowych sprawozdanie ze swej działalności oraz wnioski dotyczące działalności finansowej i majątkowej innych organów. Komisja opiniuje wniosek o udzielenie absolutorium ustępującej Radzie Doradców Podatkowych przez Zjazd. Członkowie Komisji Rewizyjnej nie mogą być członkami innych organów samorządu.

### Sąd Dyscyplinarny i Wyższy Sąd Dyscyplinarny
Doradcy podatkowi podlegają odpowiedzialności dyscyplinarnej za niewykonanie lub nienależyte wykonanie obowiązków zawodowych określonych prawem oraz za czyny sprzeczne z zasadami etyki zawodowej.
Postępowanie sądowe jest dwuinstancyjne. Pierwszą instancją jest Sąd Dyscyplinarny działający przy oddziale regionalnym, do którego należy obwiniony doradca, drugą – Wyższy Sąd Dyscyplinarny. Kadencja sędziów trwa 4 lata, nie mogą oni w tym czasie pełnić innych funkcji z wyjątkiem uczestnictwa w Zjeździe. Sędziowie w zakresie orzekania są niezawiśli i podlegają tylko ustawom i zasadom etyki zawodowej. Sądy orzekają w składach trzyosobowych, które wyznacza przewodniczący.

### Rzecznik Dyscyplinarny
Rzecznik Dyscyplinarny sprawuje bieżący nadzór na wykonywaniem obowiązków określonych prawem przez doradców podatkowych, nad przestrzeganiem przez doradców zasad etyki zawodowej oraz jest oskarżycielem w postępowaniu przed sądami dyscyplinarnymi. Rzecznik współpracuje ze swoimi zastępcami, wybranymi na Krajowym Zjeździe, odpowiedzialnymi za poszczególne województwa. Z reguły, informacje o nieprzestrzeganiu obowiązków bądź zasad etyki przez doradcę podatkowego są kierowane do zastępców Rzecznika Dyscyplinarnego właściwego dla danego województwa, który podejmuje odpowiednie działania. Postępowanie sądowe musi być poprzedzane postępowaniem wyjaśniającym, którego celem jest ustalenie okoliczności czynu oraz wysłuchanie obwinionego. Postępowanie wyjaśniające może wszcząć Rzecznik samodzielnie w wyniku powzięcia wiadomości o popełnieniu czynu rodzącego odpowiedzialność dyscyplinarna, jak również na żądanie Krajowej Rady, ministra finansów i ministra sprawiedliwości.